# GAZ-3937
GAZ-3937 Wodnik – rosyjski wielozadaniowy pojazd amfibijny, samochód terenowy produkowany przez Arzamaską Fabrykę Maszyn będący modyfikacją samochódu GAZ-2330. Chroni on załogę przed ostrzałem z broni palnej. Pojazd w zależności od wersji może przewozić do 11 pasażerów i napędzany jest przez silnik wysokoprężny o mocy 175 KM (130 kW), pozwalający na osiągnięcie prędkości 112 km/h. W wodzie pojazd osiąga prędkość 4-5 km/h.   

## Konstrukcja[1]
Pojazd zbudowano na planie konstrukcji modułowej. Spawana karoseria złożona jest z dwóch przedziałów - przedziału ładunkowo-transportowego oraz kabiny kierowcy. Oddzielone są przegrodą hermetyczną.
Wielozadaniowa część przednia dzięki możliwości jej  szybkiego i prostego demontażu, może być wymieniana w warunkach polowych. 
Jeden samochód może pełnić wiele funkcji w zależności w zależności od zamontowanego modułu:
- transport ludzi;
- transport ładunków i wyposażenia technologicznego w rejony trudno dostępne
- funkcja samochodu wsparcia technicznego np. tankowanie

Samochód wyposażony jest w opcje wyłączenia napędu przedniego, niezależne hydropneumatyczne zawieszenie, niezależne od siebie drążki skrętne, system centralnego pompowania opon, hydrauliczne wspomaganie kierownicy, wydajny system ogrzewania i klimatyzacji.
Historia:
Za dalekiego przodka samochodu GAZ-3937 uważa się amfibię o nazwie NAMI-0281, której projektowanie rozpoczęto w roku 1985.
Dany samochód posiadał jednak zupełnie inny układ rozłożenia napędu. Silnik znajdował się w przedniej części karoserii z kolei przedział pasażersko-ładunkowy - pośrodku.